# Arturo Benedetti Michelangeli
Arturo Benedetti Michelangeli (5. januar 1920 – 12. juni 1995) var en italiensk pianist. 
Han var født i Brescia og fik straks fra sin tidlige ungdom status som en af sin tids store pianister. Han var en sensibel kunstner, som var meget afhængig af ydre og indre arbejdsvilkår. Han medbragte sit eget flygel og sin egen klaverstemmer til koncerter, og han aflyste ved flere lejligheder en koncert med kort varsel, fordi han ikke følte sig i form. Han er især berømt for sit uforlignelige anslag og for sin nærmest fanatiske jagt på teknisk perfektion, samt på den størst mulige farvepalet af tonenuancer. 
Han døde i Lugano.